# Capitalidad de Valladolid

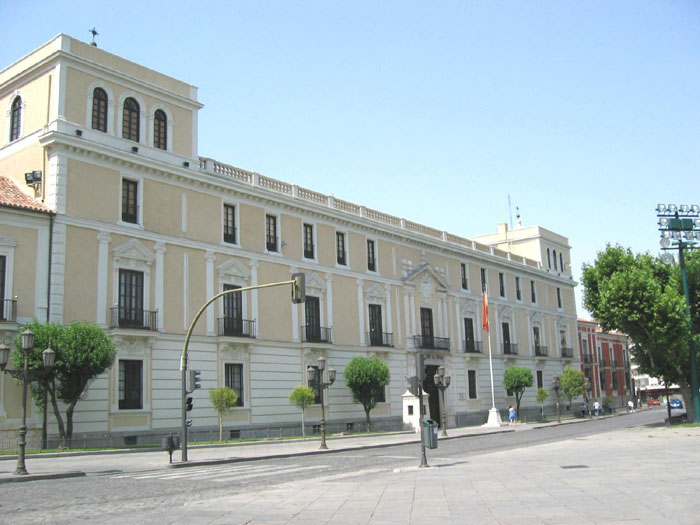
Palacio Real de Valladolid.

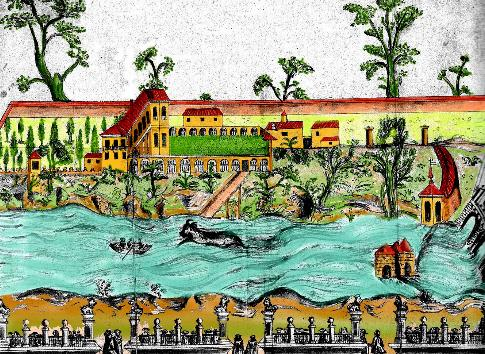
Dibujo del Palacio de la Ribera, residencia veraniega de Felipe III.

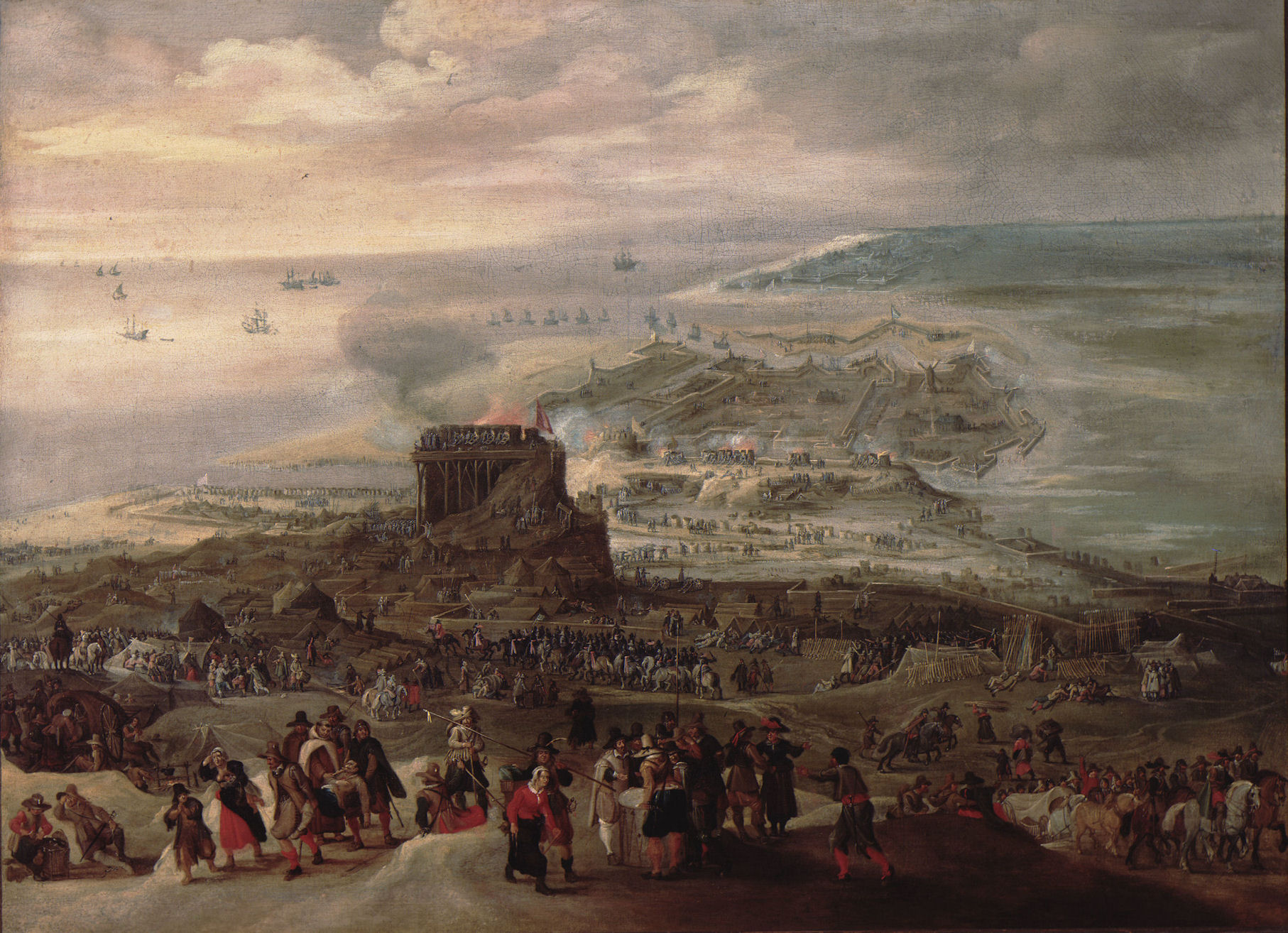
Asedio de Ostende (1601-1604) en el que los tercios del Imperio español cercaron y conquistaron la ciudad de Ostende (actual Bélgica) en la guerra de Flandes.

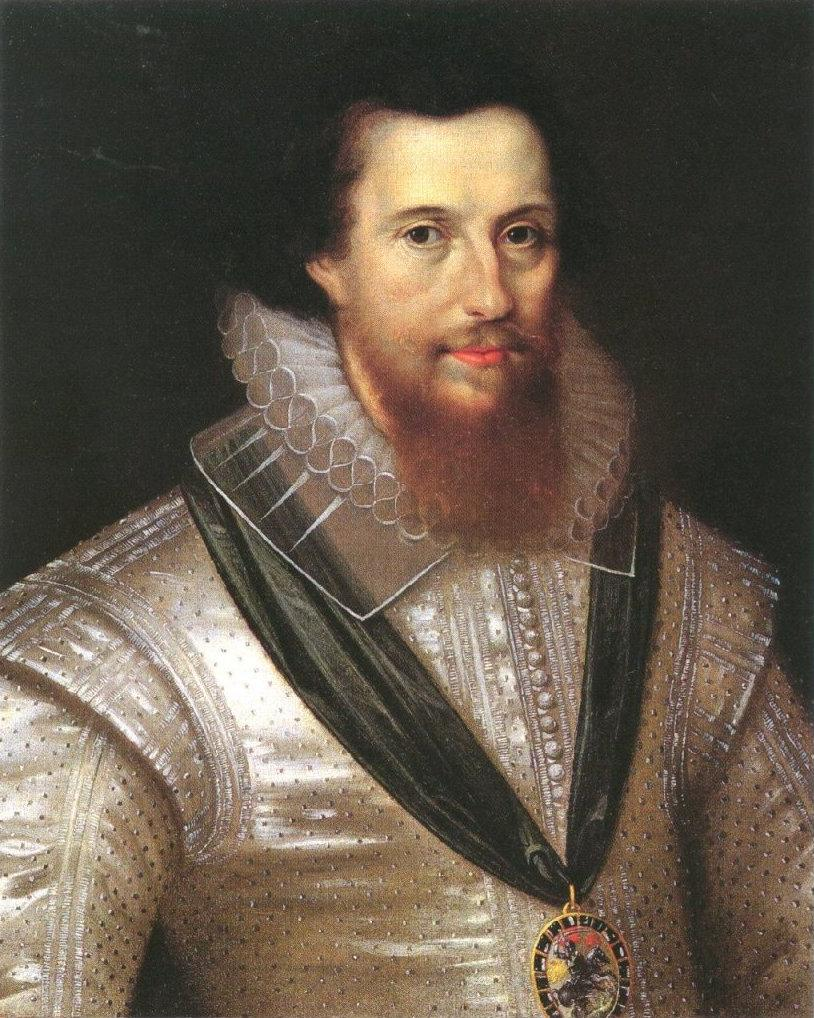
25 de febrero de 1601: Ejecutado Robert Devereux, II conde de Essex, tras fracasar su conspiración contra Isabel I de Inglaterra. La reina moriría por causas naturales 2 años después.

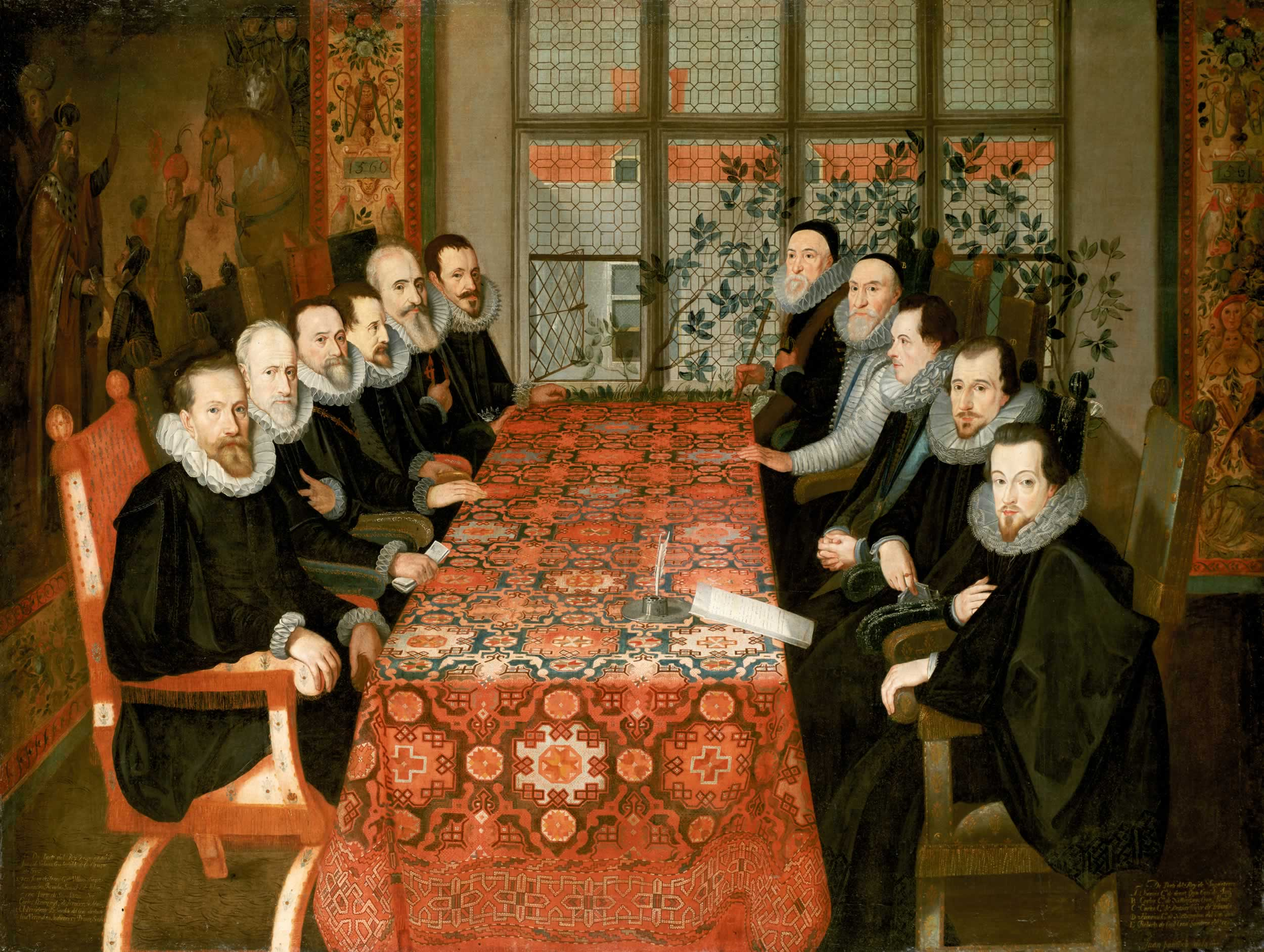
28 de agosto de 1604: firma del Tratado de Londres entre Jacobo I de Inglaterra y Felipe III de España, fin de la Guerra anglo-española de 1585-1604.

Capitalidad de Valladolid es la condición de capital política que tuvo la ciudad de Valladolid en varios momentos de su historia. Una de las características de la corte castellana es su condición itinerante, es decir, los reyes y toda su corte de desplazaban de una ciudad a otra para la celebración de las cortes. La elección de las villas y ciudades que acogían las cortes se realizaba en función de múltiples factores e intereses. A lo largo de toda la Edad Media, la corte castellana fue itinerante, celebrando cortes en Valladolid en diferentes ocasiones. Sin embargo, a partir de finales del siglo XIV el polo de influencia se desplaza del norte al centro de Castilla, con la emergencia de Segovia, Madrid, y Toledo como ciudades en las que los reyes se detenían con mayor frecuencia para la celebración de cortes.
Esta itinerancia comienza a perder fuerza entrado el siglo XVI, ya concluida la Edad Media, y a partir del reinado de Carlos I, quien sitúa la corte en Toledo durante un periodo que va desde 1519 hasta 1561, lo que hace un total de 42 años y constituye el periodo más prolongado de corte permanente hasta ese momento en la Corona de Castilla. Será en 1561 cuando su hijo Felipe II, decida trasladar la corte a Madrid. Al cabo de 40 años de capitalidad de Madrid, durante el reinado de Felipe III de España y bajo el valimiento del Duque de Lerma, la corte se traslada a Valladolid por un periodo que se sitúa entre el 11 de enero de 1601 y el 4 de marzo de 1606. Después de ese quinquenio de capitalidad de Valladolid la corte es devuelta definitivamente a Madrid, donde ha permanecido desde entonces.

## Cortes de Valladolid
La celebración repetida de Cortes de Castilla en Valladolid durante toda la Baja Edad Media (véase Cortes de Valladolid), y la fijación de la Real Audiencia como institución permanente (véase Real Audiencia de Valladolid) permiten considerar a la ciudad como la capital judicial de la Corona de Castilla, aunque no como sede permanente de la corte real ni del resto de las instituciones, que eran itinerantes. Tampoco como capital parlamentaria, puesto que se celebraron Cortes en muchas otras localidades.

## Capital del Imperio (1601-1606)
El traslado se debió a que el duque de Lerma efectuó una magistral operación inmobiliaria, comprando propiedades e invirtiendo en su propio beneficio. Es lo que modernamente se conoce como especulación urbanística. El enriquecimiento fue doble: por un lado (antes del traslado) compró terrenos en Valladolid a un precio irrisorio que aumentaron su valor exponencialmente tras el traslado; y por otro, cuando Valladolid ya era capital, compró nuevas tierras en Madrid aprovechando la caída de precios. Cuando la capitalidad volvió a Madrid en 1606, el Duque había hecho un negocio redondo. 
Otro motivo probable es que el duque de Lerma se llevó unos años la capital a Valladolid, para controlar al rey Felipe III de España más cerca de sus propios feudos (Lerma en Burgos) y para chantajear a los comerciantes madrileños, que lo sobornaron para que les devolviera el negocio de tener la corte. Además del motivo financiero parece ser que el traslado a Valladolid también se debió para alejar al rey de la influencia de su abuela María de Austria (recluida en el convento de las Descalzas Reales de Madrid), que no veía con buenos ojos la labor de don Francisco. María de Austria falleció en 1603.
El regreso de la corte de Felipe III a Madrid en 1606 se hace también por la influencia y los consejos del duque de Lerma. Los historiadores piensan que este regreso estaba preparado de antemano y que el duque nunca tuvo la intención de abandonar por completo Madrid. Se sabe por los documentos que se conservan que ya en 1603 existen ciertas maniobras y acuerdos entre el alcalde de Madrid y el duque (probablemente se iniciaran a la muerte de la ya mencionada María de Austria). 
Mientras la corte estuvo en Valladolid vinieron conocidos personajes como el escultor Gregorio Fernández (en 1601), Francisco de Quevedo (1601), Red Hugh O'Donnell (1602), Luis de Góngora (1603), el pintor Rubens (1603), Miguel de Cervantes (1604) o el general Ambrosio Spínola (1605). Además durante ese tiempo nacieron el futuro Felipe IV, y su hermana, Ana de Austria, que sería reina de Francia y madre de Luis XIV.
También en 1605 una delegación inglesa compuesta por entre 600 y 700 personas visitó la ciudad con el fin de lograr la paz. Se especula si entre los miembros de esa delegación estaba William Shakespeare y si en ese caso llegó a conocer personalmente a Miguel de Cervantes, que en aquel momento vivía en esta ciudad.
El traslado de la corte provocó un crecimiento espectacular demográfico de ciudadanos de forma que, en apenas dos años, Valladolid pasaba de unos 40 000 habitantes a superar los 70 000 habitantes, una cifra ilustrativa si tenemos en cuenta que Madrid, sufrió una fuerte caída de 80 000 a 23 000 habitantes y un empobrecimiento general.
Cuando la capitalidad volvió a Madrid en 1606, ya de manera definitiva, para la ciudad se inició un grave proceso de decadencia que solo se mitigó en parte a partir de 1670 con la implantación de talleres textiles y se superó en 1856 con la Llegada del ferrocarril a Valladolid. Se produjo una caída de los 70 000 habitantes en 1606 hasta un mínimo de 18 000 en 1646. No recuperó los 70 000 habitantes hasta 1900.

## Eventos durante ese tiempo
- 11 de enero de 1601: la corte del rey Felipe III se traslada de Madrid a Valladolid, con arreglo a una orden oficial del día anterior.
- 17 de enero de 1601: Tratado de Lyon entre Francia, España y Saboya para poner fin a la guerra entre Carlos Manuel I de Saboya, Duque de Saboya, y el rey francés Enrique IV.
- 9 de febrero de 1601: Felipe III se muda a Valladolid.
- 5 de julio de 1601: los tercios del Imperio español ponen sitio a la ciudad de Ostende.
- 2 de septiembre de 1601: expedición española a Irlanda.
- 22 de septiembre de 1601: nace la futura reina de Francia Ana de Austria, madre de Luis XIV por su matrimonio con Luis XIII.
- 3 de enero de 1602: Batalla de Kinsale entre Inglaterra y los rebeldes irlandeses apoyados por España.
- 10 de septiembre de 1602: fallece en Valladolid el líder rebelde irlandés Red Hugh O'Donnell.
- 12 de diciembre de 1602: Ginebra repele con éxito un ataque por parte de las fuerzas combinadas de Saboya y España.
- 1602: España y Persia sellan una alianza militar en contra del Imperio otomano.
- Verano de 1603: el español Gabriel de Castilla es el primer europeo que avista la Antártida.
- 29 de septiembre de 1603: Países Bajos - Ambrosio Espínola toma el mando del sitio de Ostende.
- 3 de octubre de 1603: Filipinas - sublevación de los colonos chinos contra las autoridades españolas.
- 28 de agosto de 1604: firma del Tratado de Londres entre Jacobo I de Inglaterra y Felipe III de España, fin de la Guerra anglo-española de 1585-1604.
- 20 de septiembre de 1604: concluye el sitio de Ostende con la toma de la ciudad por los tercios españoles de Ambrosio Espínola.
- 8 de diciembre de 1604: Gaspar de Zúñiga y Acevedo reemplaza a Luis de Velasco como Virrey del Perú.
- 8 de abril de 1605: nace el futuro rey Felipe IV de España.
- 5 de noviembre de 1605: fracasa la conspiración de la pólvora de Guy Fawkes contra el parlamento inglés y el rey Jacobo I de Inglaterra. España no estuvo involucrada en dicho complot. En 1603 Guy Fawkes había viajado a Valladolid a buscar ayuda para realizar su plan, sin éxito.[4]
- 4 de marzo de 1606: la corte del rey Felipe III se traslada de Valladolid a Madrid.